# Roy Miller
Roy Miller Hernández (San José, 24 novembre 1984) è un ex calciatore costaricano, di ruolo difensore.

## Palmarès

### Club

#### Competizioni internazionali
- CONCACAF League: 1

Saprissa: 2019